# Żerniki-Grójec
Żerniki-Grójec – cczęść wsi Żerniki Górne w Polsce, położona w województwie świętokrzyskim, w powiecie buskim, w gminie Busko-Zdrój.
W latach 1975–1998 Żerniki-Grójec administracyjnie należały do województwa kieleckiego.